# End Zone
End Zone ist der zweite Roman des amerikanischen Autors Don DeLillo, den dieser 1972 veröffentlichte. Im Zentrum der Handlung steht ein Student an einem fiktiven College in Texas, der dort College-Football spielt und Vorlesungen über Spieltheorie und Strategie des Nuklearkrieges hört. Auch wenn American Football und Kalter Krieg in einem universitären Setting thematisiert werden, ist End Zone weder Universitätsroman noch Sportroman, und schon gar kein Kalter-Kriegs-Roman. Stattdessen steht die Sprache selbst im Mittelpunkt des Romans, der wie die meisten Werke DeLillos zur postmodernen Literatur zählt.

## Inhalt und Gliederung
Protagonist des Romans ist der Student Gary Harkness, Running Back am fiktiven Logos College in einer Wüstenstadt im westlichen Texas. Harkness ist dort Außenseiter, er wurde vorher an mehreren Universitäten exmatrikuliert. Das Studium am Logos College ist seine letzte Chance. Die Handlung spielt in den frühen 1970er Jahren, also zur Zeit der Veröffentlichung des Romans.
Weitere wesentliche Figuren neben Harkness sind:
- Taft Robinson, ebenfalls Running Back, ist der erste schwarze Student, der jemals am Logos College eingeschrieben war. Davor war er in Columbia eingeschrieben. Rennt die 100 Yard in 9,3 Sekunden. “They got him for his speed.”[1]
- Myna Corbett, Mitstudentin und Freundin von Gary. Reich und übergewichtig, mit zu viel Interesse an Science-Fiction.
- Anatole Bloomberg, Mitbewohner in Garys Zimmer im Studentenwohnheim, Left Tackle der Offense. Kein Texaner, ein Außenseiter wie Harkness.
- Emmett Creed, Cheftrainer der Footballmannschaft. Sportjournalisten nannten ihn „Big Bend“, nach seiner Herkunft aus der tiefsten Provinz, dem Big Bend National Park. Lakonische Ansprachen an das Team: „Hit somebody. Hit somebody. Hit somebody“.[2] Football-Motto: „It’s only a game, but it’s the only game.“[3]

Nebenfiguren sind:
- Vater von Gary Harkness, ehemals Football-Spieler bei Michigan State, jetzt Handelsvertreter für Vitamine, Nahrungsergänzungsmittel und Antibiotika. Hauptmotiv des Vaters in Beziehung zu Gary ist der Versuch, sein eigenes Scheitern durch eine großartige Karriere des Sohnes wettzumachen. Motto: „Suck in that gut and go harder.“[4]
- Wally Pippich, neu eingestellter Sports Information Director des College. Will aus Gary und Taft Maskottchen einer Marketingkampagne machen: „Taft Robinson and Gary Harkness. The T and G backfield. Taft and Gary. Touch and Go. Thunder and Gore.“[5]
- Alan Zapalac, ein junger College-Dozent, hält die Vorlesung Exobiology, die sowohl Gary als auch Myna besuchen. „Science is religion, did you know that?“[6]
- Major Staley, Professor im ROTC-Programm, dessen Vorlesungen über Spieltheorie und den Nuklearkrieg Harkness besucht

Der Roman besteht aus 30 teils recht kurzen Kapiteln. Höhepunkt der Handlung bildet das Spiel gegen West Centrex (Kapitel 19), darauf laufen die ersten achtzehn Kapitel zu – versetzt mit kurzen Rückblenden auf das Leben von Gary Harkness.
Die ersten achtzehn Kapitel sind aus der Perspektive von Gary Harkness erzählt. Der Roman beginnt mit der für alle überraschenden Nachricht, dass Taft Robinson von Columbia an das Logos College wechselt. Der neue Trainer Emmett Creed wurde von der Witwe des College-Gründers ans College geholt. Er ist verantwortlich für die Rekrutierung von Taft, die Teil seiner Strategie ist, das Football-Programm von Logos in eine hohe Spielklasse zu bringen. In der aktuellen Liga gibt es nun nur noch einen echten Konkurrenten für Logos: das ebenfalls fiktive West Centrex Biotechnical Institute. Auf dieses Spiel läuft der erste Teil zu, der sich in vielen, meist lakonischen Dialogen den beiden Obsessionen von Gary Harkness widmet: American Football und der nukleare Holocaust. Mit Myrna Corbett genießt Harkness Picknicks in der Wüste, bei denen sie ihrer Neigung zum Nihilismus frönen.
Das Spiel gegen West Centrex wird als geschriebenes Äquivalent einer Radio-Übertragung sehr detailliert dargestellt. Eine farbige Sprache ohne Klischees der Sportreportage sowie die thematische Verknüpfung mit den Themen von Krieg und Vernichtung machen den Text zu einem ungewöhnlichen Beispiel von fiktivem Sportjournalismus.
Die auf das Spiel folgenden elf Kapitel sind in einem merklich anderen Modus verfasst. Gary Harkness verfällt in eine Depression. Die Witwe des College-Gründers kommt bei einem Flugzeugabsturz ums Leben. Harkness sucht nach Trost und Sinn in seiner Freundschaft zu Myrna und in den Vorlesungen bei Major Staley. Taft Robinson gibt den Fußball auf und befasst sich nur noch mit dem Holocaust. Gary verfällt in eine nihilistische Verzweiflung, bis er in ein Krankenhaus eingeliefert wird. Die Zukunft bleibt unklar.

## Entstehungsgeschichte
DeLillo begann seine Karriere als Romanautor vergleichsweise spät. Der Sohn von italienischen Einwanderern wurde 1936 geboren und wuchs in der Bronx auf, besuchte die jesuitische Fordham University in New York und verließ diese 1958 mit einem Bachelor in Communication Arts. 1959 begann er als Texter (Copywriter) für die Werbeagentur Ogilvy & Mather in New York zu arbeiten, weil er keine Anstellung im Verlagswesen finden konnte. Neben seiner Arbeit verfasste er einige Kurzgeschichten. 1964 kündigte er seinen Werbejob und widmete sich ganz der Literatur. DeLillo war 28 Jahre alt. In Interviews betonte DeLillo später, dass dieser Schritt nicht notwendig Teil eines großen Plans war und er zudem seine Rolle als Schriftsteller erst noch finden musste:

“I quit my job just to quit. I didn’t quit my job to write fiction. I just didn’t want to work anymore. […] Before I ever published a novel, this is how I felt about it–that I was writing for a small audience that could disappear at any minute, and not only was this not a problem, it was a kind of solution. It justified what I wrote and it narrowed expectations in a healthy way.”

Um seinen Lebensunterhalt zu bestreiten, schrieb er neben seiner schriftstellerischen Arbeit noch als Freelance-Autor Sachtexte. DeLillo veröffentlichte 1971 seinen ersten Roman Americana beim angesehenen Verlag Houghton Mifflin, bei dem er auch mit End Zone (1972) und seinem dritten Roman Great Jones Street (1973) blieb. Mit Ratner’s Star (1976) wechselte DeLillo dann zu Alfred A. Knopf.

## Interpretation und Einordnung in das Werk von DeLillo
Der Titel des Romans ist ein Wortspiel: die End Zone ist der Teil des Football-Spielfelds, den ein Spieler im Ballbesitz erreichen muss, um einen Touchdown zu erzielen, gleichzeitig bedeutet End Zone wörtlich Endbereich oder das letzte Gebiet, in das man physisch durch den Nuklearen Holocaust oder mental durch Gebrauch halluzinogener Drogen oder durch Einsamkeit und Depressionen gelangen kann. In diesem Sinne ist End Zone kein Sportroman, sondern ein Roman über extreme Orte und Zustände:

“End Zone wasn’t about football. It’s a fairly elusive novel. It seems to me to be about extreme places and extreme states of mind, more than anything else.”

Das im Vergleich zu DeLillos späteren Romanen kurze Werk gilt als erster Durchbruch des Autors und wurde bei Erscheinen des Romans überwiegend positiv aufgenommen. Die heutige Literaturkritik zählt End Zone nicht zu den Hauptwerken DeLillos – das sind White Noise, Libra und Underworld –, sieht aber wesentliche Merkmale von DeLillos Schaffen, d. h. Stil, Themenwahl und narrative Struktur erstmals in End Zone voll ausgebildet.
Thematisch fallen eine Reihe von Parallelen mit anderen, meist späteren Werken von DeLillo auf:
- Die Hauptfiguren Gary Harkness aus End Zone und Billy Twillig aus Ratners Star sind adoleszente Helden
- Sowohl End Zone als auch White Noise haben das universitäre Leben als Setting
- Das Motiv des Rückzugs, der Abkapselung finder sich in mehreren Werken DeLillos, es gehört als Element der Entfremdung zur postmodernen Literatur
- Sprache und der Umgang damit sind ebenfalls in mehreren Werken DeLillos präsent, die Vermischung der Handlungsebene mit der Meta-Ebene ist ebenfalls ein Stilmittel der postmodernen Literatur. Dies zeigt sich schon im Namen des fiktiven College, Logos, griechisch für Wort, Sinn, Rede
- Die Angst vor dem Atomkrieg („nuclear anxiety“), die sich in End Zone als Garys Faszination für das nukleare end game manifestiert, taucht in DeLillos Werk wieder in Underworld auf.[9]
- Sport als Thema – Football in End Zone, Baseball in Underworld und Hockey in Amazons.[10] Im engeren Sinne wird End Zone jedoch nicht als Sportroman bezeichnet.

## Rezeption und Literaturkritik
Die Rezeption des Romans beim Erscheinen war weitgehend positiv: Der Rezensent des New York Times Book Review lobte den Roman als „wunderbar“, insbesondere die Sprache und den Witz. Der Schriftsteller Nelson Algren verglich in der LA Times End Zone mit DeLillos Erstlingswerk Americana. Während dort der Protagonist David Bell zu papieren blieb, sei DeLillo nun mit Gary Harkness eine glaubwürdige Figur gelungen. Thomas R. Edwards, der schon Americana in der NYT-Wochenendbeilage The New York Times Book Review (NYTBR) besprochen hatte, bezeichnete End Zone im Titelseiten-Review des NYTBR als erfolgreicher als DeLillos ersten Roman. Dieser habe in College Football ein „originelleres und effizienteres Vehikel“ gefunden, um seine Sicht der Dinge mitzuteilen. Der Rezensent der Washington Post lobte das Buch uneingeschränkt für seinen „beißenden Witz“ und bezeichnete es als „machtvoll und komisch, undurchsichtig, gereizt und spielerisch“.
Im Time Magazine wurde End Zone bei Erscheinen kritischer aufgenommen. Der Kritiker und UW-Professor für Englische Literatur Roger Sale verglich End Zone in seiner Buchbesprechung im New York Review of Books mit den beiden Neuerscheinungen The Confession of a Child of the Century von Thomas Rogers und Eat of Me, I am the Savior von Arnold Kemp. Alle drei Romane sind aus der Perspektive des Ich-Erzählers geschrieben, die vormals der intimen Erkundung des Selbst vorbehalten war. Hier zeichne sich jedoch eine neue, laute Art der Ich-Erzählung ab, die mehr dem „Ausrufer bei einer Auktion“ ähnele als dem Erkunder des eigenen Lebens.
Der kanadische Literaturkritiker und UCSB-Professor Hugh Kenner bezeichnete den Roman in LIFE als „seltsames Kunststück“: ein „Buch voller Zombies“ scheint lebensecht, als wenn man zeigen wolle, dass eine „ins Treiben geratene Kultur“ immer papierener wird.

## Veröffentlichungen und Adaptionen
DeLillo veröffentlichte Teile des Romans vorher in veränderter Form. Die erste Veröffentlichung mit direktem Bezug zu End Zone war seine Kurzgeschichte Game Plan, die im November 1971 im New Yorker erschien und den dramatischen Höhepunkt des Romans – das Footballspiel gegen West Centrex – enthielt. Größere Teile des Romans – Kapitel 1 bis 4, 6, und Teile der Kapitel 7 und 8 – erschienen im April 1972 in Sports Illustrated. Nach der ersten Paperbackausgabe von 1973 erschienen Paperback-Neuauflagen erst wieder nach dem großen Erfolg von White Noise (1985), unter anderem bei Penguin.
- Erstausgabe: End Zone. Houghton Mifflin, Boston 1972, ISBN 0-395-13645-8.
- Britische Erstausgabe: End Zone. A. Deutsch, London 1973.
- Erste Paperback-Ausgabe: End Zone. Pocket Books, New York 1973.
- Aktuelle Paperback-Ausgabe: End Zone. Penguin, New York 1986, ISBN 0-14-008568-8.

Eine Übersetzung aus dem Amerikanischen in andere Sprachen wurde zur Zeit des Erscheinens nicht angefertigt – dazu war DeLillo als Autor noch zu unbekannt. Erst mit White Noise (1985) wurden die Rechte an Übersetzungen seiner Werke für die gängigen Sprachen zeitgleich zum Erscheinen im Original vergeben. End Zone erschien 2014 auf Italienisch, die Übersetzung wurde 2015 mit dem Premio Gregor von Rezzori ausgezeichnet. 2015 erschien End Zone auch in spanischer Übersetzung.
2007 erwarb der amerikanische Filmregisseur und Drehbuchautor George Ratliff eine Option auf die Verfilmung des Romans, nachdem er DeLillo den Rohentwurf eines Drehbuchs geschickt hatte. Zusammen mit seinem Kollegen David Gilbert hatte Ratliff davor das Drehbuch für den 2007 unter seiner Regie entstandenen Film Joshua – Der Erstgeborene (Joshua) geschrieben. Ratliff und Gilbert schrieben nun auf Basis von End Zone ein fertiges Drehbuch, Ratliff sollte Regie führen. Josh Hartnett sollte als Gary Harkness die Hauptrolle spielen, für die Rolle seiner Freundin Myna Corbett war Kat Dennings vorgesehen. Der Schauspieler Sam Rockwell, der schon in Joshua dabei war, sollte den PR-Mann Wally Pippich spielen. Der Beginn der Dreharbeiten war für Frühjahr 2008 in New Mexico geplant, aber der Film wurde bisher nicht fertiggestellt.